# Samuel Ryan Curtis
Samuel Ryan Curtis (Champlain, Clinton megye, 1805. február 3. – Council Bluffs, 1866. december 26.) amerikai katonatiszt volt, és az egyik első republikánus képviselő, akit a kongresszusba választottak. 
Leghíresebb az amerikai polgárháború Trans-Mississippi színterén az uniós hadsereg tábornokaként betöltött szerepéről, különösen az 1862-es Pea Ridge-i és az 1864-es Westport-i csatában aratott győzelmeiről.
1865 végén visszatért Iowa államba, ahol a következő évben bekövetkezett haláláig, az iowai Council Bluffsban, a Union Pacific vasúttársaságnál dolgozott. A keokuki Oakland temetőben van eltemetve.